# Roy Smith
Roy Alexander Smith Lewis (Limón, 19 de abril de 1990) es un futbolista costarricense. Jugó de defensa y actualmente juega en la Asociación Deportiva Guanacasteca.

## Trayectoria
Inició su carrera en el Brujas FC en 2007. Con el cuadro brujo ganó el Torneo Invierno 2009. Luego pasó al Orión F.C., donde luego emigró a la Segunda División de Japón (J. League) para integrarse al Gainare Tottori. En 2013 el Club The Strongest de Bolivia hizo oficial su fichaje, club donde también jugó en 2003 el delantero Froylán Ledezma.
En el 2014 se regresa al país en donde se enroló en el Club Sport Uruguay de Coronado para jugar el Torneo de Verano. Para el Invierno 2014 se anuncia su llegada al Santos de Guápiles.

## Selecciones Nacionales
Con la Selección de Costa Rica participó en el Mundial Sub-20 celebrado en Egipto en el 2009, donde Costa Rica logró el histórico cuarto lugar, al mando del técnico Ronald González.
Ha sido internacional con la Selección de Costa Rica en 12 ocasiones sin anotar goles.

## Clubes
| Club                | País       | Año         |
| ------------------- | ---------- | ----------- |
| Brujas FC           | Costa Rica | 2007 - 2011 |
| Orión FC            | Costa Rica | 2011        |
| Gainare Tottori     | Japón      | 2012        |
| The Strongest       | Bolivia    | 2013        |
| Uruguay de Coronado | Costa Rica | 2014        |
| Santos              | Costa Rica | 2014 - 2015 |
| Cartaginés          | Costa Rica | 2015 - 2016 |
| Honduras Progreso   | Honduras   | 2016 - 2018 |
| Marathón            | Honduras   | 2018        |
| Honduras Progreso   | Honduras   | 2019        |
| Limón F.C.          | Costa Rica | 2020        |

## Mundiales
| Mundial             | Sede   | Posición     | Año  |
| ------------------- | ------ | ------------ | ---- |
| Copa Mundial Sub-20 | Egipto | Cuarto lugar | 2009 |

## Palmarés
| Título          | Club      | Año  |
| --------------- | --------- | ---- |
| Torneo Invierno | Brujas FC | 2009 |